# Tito Stagno
Tito Stagno (Cagliari, 4 gennaio 1930 – Roma, 31 gennaio 2022) è stato un giornalista, telecronista sportivo e conduttore televisivo italiano.

## Biografia
(Tito Stagno)
Tito Stagno, primo di otto fratelli, si trasferisce dalla Sardegna con la famiglia prima a Parma, poi a Pola. All'età di 13 anni ha un'esperienza come attore cinematografico: nel 1943 partecipa al film di Francesco De Robertis Marinai senza stelle (distribuito soltanto nel 1948), nel ruolo di Murena. Comparirà di nuovo sul grande schermo nel 1959 sotto la regia di Dino Risi nel film Il vedovo a fianco di Alberto Sordi in una breve scena nei panni di un giornalista televisivo. Nel 1946, a Cagliari, compie gli studi classici e si iscrive alla facoltà di medicina. Comincia a lavorare in radio nel 1949 come radiocronista, intervistatore e documentarista.
Nel 1954 vince il primo concorso nazionale per telecronisti e partecipa a un corso di specializzazione con Furio Colombo, Gianni Vattimo, Umberto Eco; lascia pertanto l'università e inizia a Roma il nuovo lavoro. Dal 1955 è a Roma nella redazione del primo telegiornale diretto da Vittorio Veltroni. Effettua le sue prime telecronache nel 1956, in occasione dei Giochi olimpici invernali di Cortina d'Ampezzo, alle quali seguono, quattro anni dopo, quelle delle gare di pallacanestro, svoltesi nel Palazzo dello Sport dell'EUR, dei Giochi Olimpici estivi di Roma del 1960.
È l'inviato al seguito di due papi (Giovanni XXIII e Paolo VI) e di due presidenti della Repubblica (Antonio Segni e Giuseppe Saragat).

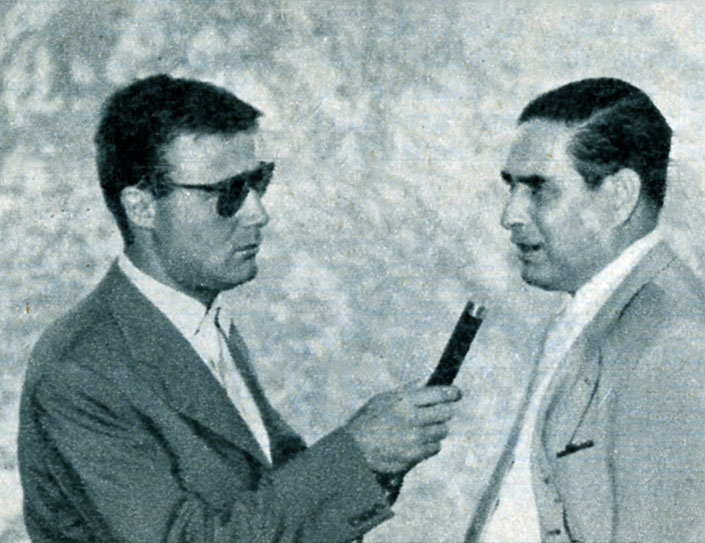
Tito Stagno in un'intervista per il documentario Viaggio in Sardegna RAI Tv 1955

Nel 1957 commenta, in Campidoglio, la firma dei trattati del Mercato Comune Europeo. È il telecronista delle visite dei Capi di Stato in Italia, comprese quelle dei reali d'Inghilterra e di John Fitzgerald Kennedy, e dei gravi fatti d'America del 1963 e del 1968.
Sempre nel 1957 si interessa dello Sputnik 1, lanciato proprio quell'anno: «Me ne occupai io e da allora quel settore in ascesa divenne un po’ il mio».
È stato uno dei più popolari conduttori del telegiornale negli anni sessanta e nei primi anni settanta. Nel 1961 fu il telecronista che commentò il primo volo di Jurij Gagarin intorno alla Terra: il fervore e l'esattezza con cui parlò dell'impresa ebbero tali consensi da indurre i dirigenti Rai ad affidargli le trasmissioni in diretta e i servizi del telegiornale in occasione di tutti i lanci di sonde spaziali o astronavi pilotate.
(L'annuncio del 20 luglio 1969 dello sbarco sulla Luna)
Nel 1966, alla vigilia del Programma Apollo, venne inviato negli Stati Uniti d'America per un viaggio di studio e di aggiornamento. Fu così che conobbe gli artefici principali della conquista della Luna e poté vedere nascere le macchine che avrebbero portato l'uomo sul satellite. L'evento che gli dà grande notorietà avviene nel luglio 1969 ed è l'indimenticabile diretta televisiva, una "veglia" entrata nell'immaginario collettivo di gran parte degli italiani, la missione Apollo 11 commentata insieme a Ruggero Orlando da Houston. I due giornalisti durante la diretta ebbero un battibecco perché non si trovarono d'accordo sul momento preciso dell'allunaggio degli astronauti. Da analisi successive delle registrazioni è emerso che Tito Stagno annunciò l'allunaggio con 56 secondi di anticipo e Ruggero Orlando con circa 10 secondi di ritardo.
"Astronauta ad honorem", come una volta lo chiamò affettuosamente il politico Mariano Rumor incontrandolo con altri giornalisti, Tito Stagno ha legato il suo nome anche ad altri tipi di telecronache sia dall'Italia sia dall'estero. Tra le molte telecronache dirette e inchieste filmate non mancano quelle sulla Sardegna, alla quale il giornalista era particolarmente legato. Come inviato al seguito del Presidente della Repubblica Saragat, che scherzosamente lo chiamò "l'ombra di Banco", ha effettuato telecronache da molti paesi (Germania, Norvegia, Svezia, Danimarca, Polonia, Gran Bretagna, Jugoslavia, Sud America, Canada, Stati Uniti d'America, Australia). 
Non dimentica intanto le inchieste filmate. Indimenticabili, anche come esperienza umana, sono stati per lui gli incontri con John Fitzgerald Kennedy, Jawaharlal Nehru, papa Giovanni XXIII, il patriarca Atenagora di Costantinopoli, Dwight Eisenhower, Saddam Hussein e con i tre uomini che sono approdati sulla Luna.

«Ha toccato!». Il momento il cui il giornalista dà lo storico annuncio, il 20 luglio 1969

Al seguito di Paolo VI realizza le telecronache dalla Terrasanta, dalla Colombia e da New York; fu inoltre cronista per Giovanni XXIII, il quale parlò di lui anche nel suo diario privato. Fu proprio Roncalli a suggerire il nome per la sua primogenita, Brigida; una santa - disse il Papa - che fece tanto per riportare il Pontefice a Roma. Per 17 anni è stato responsabile dello Sport su Rai Uno: ha curato La Domenica Sportiva (dal 1976 al 1991 con Carlo Sassi e dal 1991 al 1993 con Alfredo Pigna) oltre a esserne anche il conduttore, insieme ad altri, dal 1979 al 1981 e nella stagione 1985-1986. Andato in pensione, ha continuato a lavorare scrivendo per L'Eco di Bergamo e la Gazzetta di Parma.
È stato ospite di importanti eventi legati alla sua vita professionale ed è stato invitato in molti programmi televisivi tra i quali Porta a Porta, Unomattina, La Storia siamo noi, Quelli che il calcio, Il senso della vita. Esperto di comunicazione, ha tenuto lezioni in varie università e corsi privati per imprenditori, dirigenti d'azienda, uomini politici, professionisti. 
Sposato con la giornalista Edda Lavezzini, ha avuto da lei le figlie Brigida Stagno (medico) e Caterina Stagno; ha vissuto tra Roma, Cagliari, Parma e Bruxelles. Il 15 dicembre 2010 è stato ospite dei giornalisti di Sky TG24 per commentare in diretta minuto per minuto il lancio della missione spaziale Sojuz TMA-20 dal cosmodromo di Bajkonur in Russia con a bordo l'astronauta italiano Paolo Nespoli assieme ai colleghi Dmitrij Jur'evič Kondrat'ev e Catherine Coleman.
Nell'ambito del Festival di Sanremo 2014 è tra i "proclamatori" che annunciano la canzone che passa il turno. Nella sesta e ultima puntata de Il Musichione, andata in onda il 10 aprile 2014, il giornalista, ospite in studio, ha fatto la parodia di sé stesso, annunciando che il concorrente «ha toccato» la campanella che dava diritto di rispondere alla domanda finale qualche istante prima che egli la toccasse veramente. Trattandosi di una trasmissione satirico-musicale condotta da Elio e le Storie Tese, che già dal titolo e dal tipo di gioco finale parodiava la più celebre Il Musichiere, lo sketch era ovviamente preparato. Il 15 dicembre 2014 viene insignito della Stella d'oro al Merito Sportivo.
Muore a Roma il 31 gennaio 2022 all'età di 92 anni e riposa nella sua città natale, nel Cimitero di San Michele.
A lui è dedicato l'asteroide 110702 Titostagno.

## Opere
- Tito Stagno, L'Arcipelago di Garibaldi. La Maddalena, Milano, Touring Club Italiano, 1989, ISBN 88-365-0386-1.
- Tito Stagno e Sergio Benoni, Mister Moonlight. Confessioni di un telecronista lunatico, Roma, Minimum fax, 2009, ISBN 978-88-7521-239-1. URL consultato il 15 aprile 2018 (archiviato dall'url originale il 2 novembre 2009).